# Быховский, Наум Яковлевич
Нау́м Я́ковлевич Быхо́вский (1874—1938; варианты имени: Иоким; варианты отчества: Шебшелович) — российский деятель революционного движения, публицист-народник.

## Биография
Родился в 1876 году в Смоленске.
Учился в хедере, затем окончил фельдшерскую школу. Изучал труды А. Герцена, Н. Чернышевского, Н. Михайловского, Г. Успенского. Начал журналистскую деятельность с публикации в 1889 году в «Киевском слове». Печатался в «Жизни и искусстве», «Восточном обозрении», «Сибирской жизни», «Всеобщем ежемесячнике», «Современнике», «Северных записках» и других изданиях.
Был арестован в 1894 году по обвинению в принадлежности к группе народовольцев (Санкт-Петербург), сослан в Сибирь.
С 1901 года состоял в партии социалистов-революционеров, в июне-ноябре 1917 года — член её Центрального комитета.
Член Всероссийского учредительного собрания от партии социалистов-революционеров.
Участник январской сессии Сибирской областной думы.  Весной 1918 года входил в состав организованной членами Сибирской областной думой ревизионной комиссии, проверявшей финансовую деятельность Временного правительства автономной Сибири в Харбине. 
Занимал должность профессора на кафедре политэкономии и экономической политики в Иркутском университете. Летом 1921 года был арестован по обвинению в принадлежности к партии социалистов-революционеров, но вскоре был освобождён. Однако в ноябре 1921 года Быховский был вновь арестован по обвинению в антисоветской деятельности и с марта по декабрь 1923 года находился в ссылке в Казани. В феврале 1924 года был арестован в Петрограде и приговорён к ссылке в Самарканд.
В 1937 году был в очередной раз арестован и сослан в город Тара Омской области. Там 28 октября 1937 года был вновь арестован по обвинению в контрреволюционной террористической деятельности. Военной коллегией Верховного суда СССР 8 февраля 1938 года приговорён к высшей мере наказания. Приговор был приведён в исполнение в этот же день. Реабилитирован 14 августа 1956 года.

## Семья
Отец российской революционерки, командира бронепоезда Людмилы Мокиевской-Зубок. С дочерью не общался. Был женат, жена — Инна Ивановна Игнатович-Быховская; дочь — Инна Наумовна Милевская, врач.

## Сочинения
- Для чего нужны советы крестьянских депутатов. - Пг., 1917; Малмыж, 1917; Ставрополь,1917; Пенза, 1917; Киев, 1917
- Народно-правовые основы нового земельного порядка. - Пг., 1917
- Русская община и земельная реформа. - М., 1917
- Советы крестьянских депутатов. - Пг., 1917
- Всероссийский совет крестьянских депутатов. 1917 год. - М., 1929